# Seo In-guk
Seo In-guk (hangul: 서인국), född 23 oktober 1987 i Ulsan, är en sydkoreansk sångare och skådespelare. Han blev känd 2009 då han stod som vinnare i den första säsongen av talangtävlingen Superstar K på Mnet. Han slog igenom som skådespelare i TV-dramat Reply 1997 som sändes på tvN år 2012.

## Diskografi

### Album
| Albuminformation                                               | Topplacering          | Topplacering   |
| Albuminformation                                               | Sydkorea (Gaon Chart) | Japan (Oricon) |
| Koreanska                                                      | Koreanska             | Koreanska      |
| -------------------------------------------------------------- | --------------------- | -------------- |
| Calling (EP-skiva) - Släppt: 27 oktober 2009                   | —                     | —              |
| Just Beginning (EP-skiva) - Nyutgåva: Aegiya (10 augusti 2010) | 8                     | —              |
| Perfect Fit (EP-skiva) - Släppt: 12 april 2012                 | 15                    | —              |
| With Laughter or with Tears (EP-skiva) - Släppt: 11 april 2013 | 6                     | —              |
| Japanska                                                       |                       |                |
| We Can Dance Tonight (EP-skiva) - Släppt: 16 oktober 2013      | —                     | 21             |
| Everlasting (Studioalbum) - Släppt: 15 januari 2014            | —                     | 17             |
| hug (EP-skiva) - Släppt: 25 juni 2014                          | —                     | 28             |